# Julián Pachón
Julián Pachón (Rionegro, Antioquia, Colombia; 16 de febrero de 1989) es un exfutbolista colombiano que jugaba de lateral derecho.

## Clubes
| Club               | País     | Año         |
| ------------------ | -------- | ----------- |
| Leones Fútbol Club | Colombia | 2009 - 2014 |
| Real Cartagena     | Colombia | 2012        |
| Boyacá Chicó       | Colombia | 2015        |
| Golagol FC         | España   | 2018–19     |
| CD Fontsanta-Fatjo | España   | 2019–2021   |
| FC Can Buixeres    | España   | 2021–2022   |

- Datos: Q5956179